# Király Színház

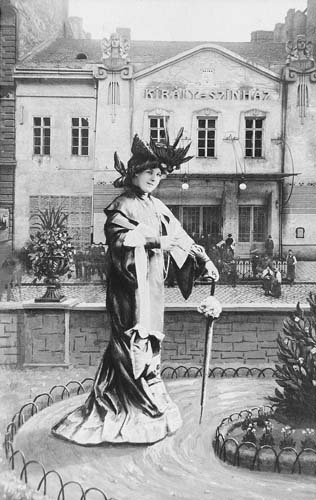
A Király Színház és legnépszerűbb művésznője, Fedák Sári. 1900-as évek
^{(Ismeretlen fényképész felvétele. Topográfiai Gyűjtemény)}

A Király Színház 1903. november 6-án nyílt meg Budapesten, a Király u. 71. számú épületben. A színházat Beöthy László alapította, és már a működési engedély megszerzése komoly nehézségekbe ütközött.

## Története
1903-ban Beöthy László egy belgrádi kávéházban bevallotta barátainak: „Elég volt az újságírásból. Színházat akarok csinálni.” Az új színház épülete a Somossy Orfeum volt eredetileg, a lerobbant épületet Rákosi Szidi (Beöthy László édesanyja) családja segítségével megvásárolta és felújította. A munkálatok Márkus Géza tervei alapján zajlottak.
A színház első bemutatója Huszka Jenő Aranyvirág című operettje volt, a valódi áttörés azonban Kacsóh Pongrác János vitézével érkezett el, amelyre 1904. november 14-én került sor. 1925-ig a Király Színház – Beöthy kiváló üzleti és művészi érzékének köszönhetően – Budapest legnépszerűbb és legsikeresebb operettszínháza volt. 1918–1925 között a Király Színház az Unió Színházüzemi és Színházépítő Rt. színházaként működött; az 1918-ban alapított részvénytársaságot szintén Beöthy vezette. 
Az UNIO Rt. bukása után megszűnt az állandóság a színház vezetésében, a következő 11 évben 6 igazgató vezette a társulat munkáját, rövid időket töltve el a poszton ahhoz, hogy valódi műsorpolitikát alakíthassanak ki. Beöthyt először Faludi Jenő váltotta, majd 1929 szeptemberétől Lázár Ödön volt az igazgató. Három évvel később már Föld Aurél volt a vezető, majd 1934. szeptembertől 1935. szeptemberig Zoltán Ignác és Varga Sándor vezette a Király Színházat, végül 1935. szeptembertől a bukásig Spitz Artúr következett.
A rendkívüli sikersorozat azonban véget ért. A színvonal visszaesése valamint az általános gazdasági visszaesés a Király Színház lassú hanyatlását, majd 1936-ban bukását eredményezte. A Király Színház Beöthy igazgatása alatt élte fénykorát. 
Az épület homlokzati részét 1941-ben lebontották. A színház egykori épületében ma az Újpesti TE vívó szakosztálya működik.
A Király Színház társulatához tartoztak többek között: Fedák Sári, Kosáry Emmi, Szamosi Elza, Lábass Juci, Medgyaszay Vilma, Somogyi Nusi, Biller Irén, Környey Béla, Rátkai Márton, Ráthonyi Ákos, id. Latabár Árpád.

## Jelentősebb operettbemutatói
A Király Színházban csaknem 250 darabot játszottak összesen, köztük dzsessz-operettet is bemutattak, kísérleti jelleggel. A legfontosabb művek:
- Jacobi Viktor: Leányvásár, Sybill;
- Huszka Jenő: Gül Baba;
- Lehár Ferenc: A víg özvegy; Luxemburg grófja
- Kálmán Imre:, Csárdáskirálynő, A bajadér, A montmartre-i ibolya;
- Szirmai Albert: Mágnás Miska, Mézeskalács.
- Chopin (Chopin zenéjének felhasználásával)
- Ábrahám Pál: Viktória, Hawaii rózsája

## További források
- Koch Lajos: A Király Színház műsora (1958)
- A Király Színház bontása
- Erzsébetváros honlapján Archiválva 2012. január 19-i dátummal a Wayback Machine-ben